# Ball Ground
Ball Ground je město v Cherokee County, v Georgii, ve Spojených státech amerických. Žije zde přibližně 2 600 obyvatel.

## Demografie
Podle sčítání obyvatel v roce 2010 žilo ve městě 1433 obyvatel, 601 domácností, a 532 rodin. V roce 2011 žilo ve městě 716 mužů (49,8 %) a 722 žen (50,2 %). Průměrný věk obyvatele je 38 let.